# OpenLDAP
OpenLDAP – należąca do wolnego oprogramowania implementacja protokołu LDAP (wersji 2 i 3). Zawiera serwer usług katalogowych, biblioteki oraz klientów do komunikacji z serwerem. Oprogramowanie przeznaczone jest na Linuksa, systemy uniksopodobne (m.in. BSD, AIX, HP-UX, OS X, Solaris), Microsoft Windows (2000, XP), jak i Z/OS.
Rozwijany jest przez OpenLDAP Project (projekt założony w 1998 roku przez Kurta D. Zeilenga), a udostępniany na, podobnej do BSD, licencji OpenLDAP Public License. OpenLDAP wywodzi się z U-M LDAP rozwijanego na początku przez Uniwersytet Michigan.